# Horní Myslová
Horní Myslová é uma comuna checa localizada na região de Vysočina, distrito de Jihlava.